# Fabian Johnson
Fabian Marco Johnson (Múnich, Alemania, 11 de diciembre de 1987) es un exfutbolista estadounidense que juega como lateral o mediocampista.
Johnson, hijo de padre estadounidense y madre alemana, representó a la selección de Alemania a niveles juveniles, pero finalmente decidió jugar para los Estados Unidos en el máximo nivel, país al que representó en la Copa Mundial de Fútbol de 2014.

## Trayectoria

### Inicios
Nacido en el distrito de Untergiesing-Harlaching de Múnich, Johnson ha sido un jugador multifuncional desde sus inicios. Comenzó jugando fútbol para el club juvenil Sportfreunde München en 1991, y cinco años después se integró al equipo juvenil del TSV 1860 Múnich. En el año 2004, Johnson fue contratado por el club y debutó en el equipo sub-23 de las ligas inferiores, jugando 43 partidos hasta el 2007.

### 1860 Múnich
Johnson debutó como profesional en la 2. Bundesliga el 19 de marzo de 2006, ingresando en el último minuto del partido del TSV 1860 Múnich contra el SC Paderborn 07. Luego de otras tres breves apariciones en la temporada 2005-06, fue promovido en forma permanente al primer equipo por el técnico Walter Schachner. Para cuando dejó el club en 2009, había jugado 90 partidos en la liga y anotado cuatro goles.

### VfL Wolfsburgo
En el verano de 2009 Johnson se unió al Wolfsburgo de la 1. Bundesliga. En un principio tuvo dificultades para afianzarse en el equipo ya que debía competir en su puesto de defensor con figuras como  Marcel Schaefer y Sascha Riether. Finalmente debutó en la Bundesliga ingresando en el segundo tiempo en la derrota 2-3 contra el Bayer Leverkusen el 12 de septiembre de 2009. Luego de dos temporadas en Wolfsburgo donde solo jugó 16 partidos, fue vendido al TSG 1899 Hoffenheim el 3 de junio de 2011.

### TSG 1899 Hoffenheim

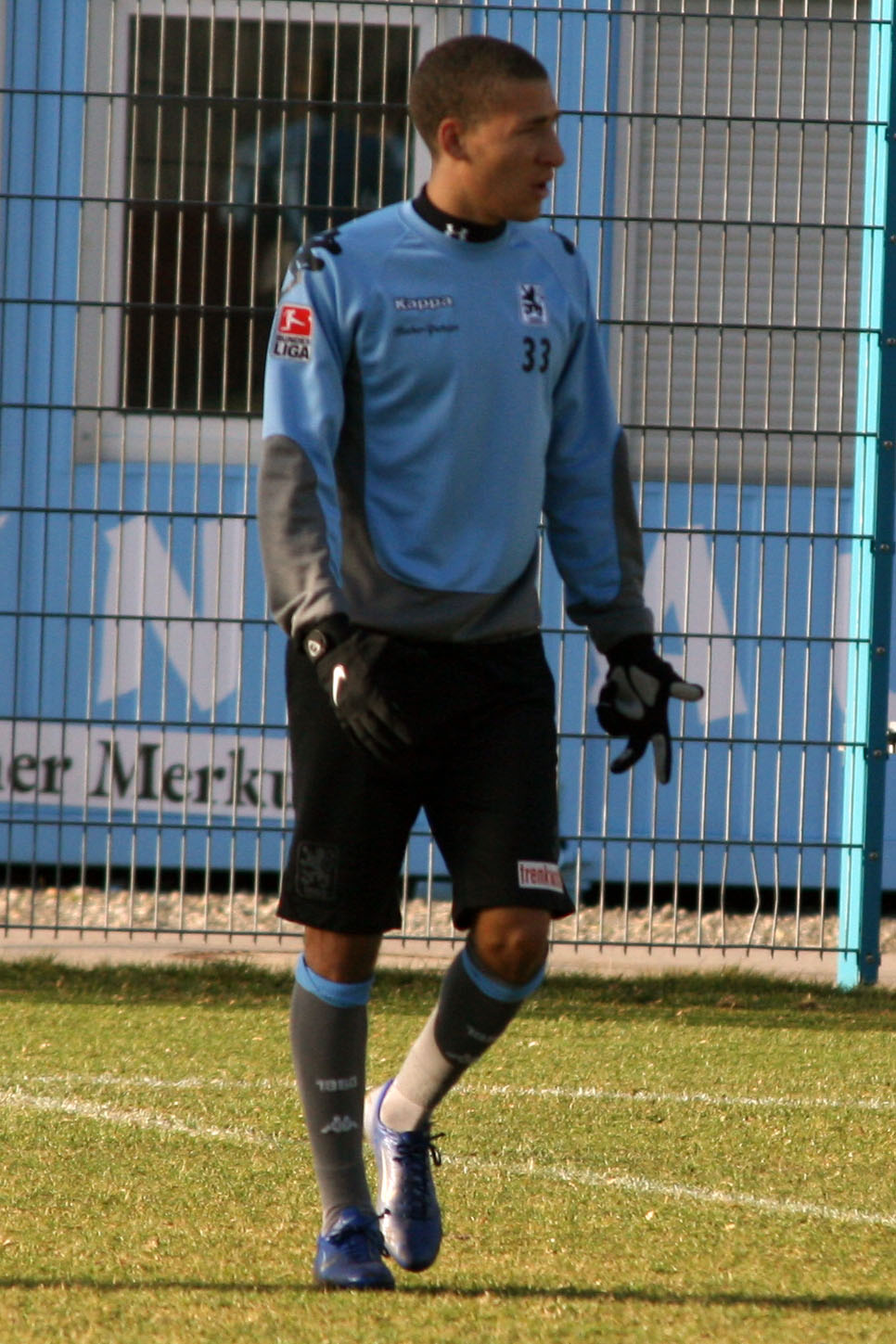
Johnson entrenando con 1860 Múnich en 2007

Johnson se unió al TSG 1899 Hoffenheim para la temporada 2011-12. Debutó con el club el 31 de julio de 2011 en la victoria 3-1 sobre el TSV Germania Windeck en la DFB-Pokal. Luego de recuperarse de una lesión de espalda que lo mantuvo fuera de la cancha por seis semanas, Johnson regresó al primer equipo y rápidamente se consolidó como titular. Sus buenas actuaciones, en particular durante la segunda mitad de la temporada hicieron que Jürgen Klinsmann lo calificara como "el mejor lateral izquierdo de la Bundesliga" en el 2012.
Johnson inició la temporada 2012/13 anotando dos goles en fechas consecutivas, el 23 de septiembre en la victoria ante el Hannover 96 y el 26 de septiembre en la victoria en el clásico de Baden ante el VfB Stuttgart, ayudando así al Hoffenheim a salir momentáneamente del fondo de la tabla de la Bundesliga.
Johnson jugó su último partido con el Hoffenheim en la última fecha de la temporada 2013/14 el 10 de mayo de 2014, siendo titular en la victoria 3-1 sobre el Braunschweig.

### Borussia Mönchengladbach
El 2 de febrero de 2014 Johnson fichó con el Borussia Mönchengladbach, también de la 1. Bundesliga alemana, equipo al que se unió cuando su contrato con el Hoffenheim expiró al final de la temporada 2013/14. Hizo su debut el 22 de agosto de 2014, entregando la asistencia en uno de los goles de su equipo en la victoria 3-2 sobre el FK Sarajevo en la fase clasificatoria de la UEFA Europa League 2014-15. Debutó en la fase de grupos en el empate 1-1 frente al Villarreal CF el 18 de septiembre de 2014.
Anotó su primer gol con el Mönchengladbach en la Bundesliga en la victoria 2-0 sobre el Paderborn el 1 de marzo de 2015. El 25 de noviembre de 2015 anotó su segundo gol en la Liga de Campeones de la UEFA en la victoria 4-2 sobre el Sevilla FC español en la quinta fecha de la fase de grupos del torneo. Volvió a anotar, esta vez un doblete, días después en el empate 3-3 ante el Hoffenheim por la 1. Bundesliga.
Tras seis temporadas en el equipo, el club anunció en junio de 2020 que abandonaría la entidad a final de mes una vez finalizara su contrato.

## Clubes
| Club                     | País     | Año       |
| ------------------------ | -------- | --------- |
| 1860 Múnich              | Alemania | 2005-2009 |
| VfL Wolfsburgo           | Alemania | 2009-2011 |
| TSG 1899 Hoffenheim      | Alemania | 2011-2014 |
| Borussia Mönchengladbach | Alemania | 2014-2020 |

## Selección nacional
Al ser el hijo de un soldado estadounidense estacionado en Alemania y una madre alemana, Johnson tenía la opción de jugar tanto para las selecciones de Estados Unidos como de Alemania.

### Selección de Alemania
Johnson inició su carrera internacional jugando con las selecciones juveniles de Alemania, llegando a jugar más de veinte partidos entre las selecciones sub-17 hasta sub-21 e incluso participando junto a figuras como Mesut Özil y Manuel Neuer del Campeonato de Fútbol Sub-21 de la UEFA de 2009.  No obstante, luego de este campeonato, debido a que no fue llamado a la selección mayor de Alemania se abrió la posibilidad de un cambio de selecciones a los Estados Unidos de acuerdo con las regulaciones de la FIFA.

### Selección de Estados Unidos
En agosto de 2011, el recientemente designado técnico de la selección de los Estados Unidos, Jürgen Klinsmann, contactó a Johnson sobre la posibilidad de jugar con las barras y las estrellas, oferta que Johnson aceptó rápidamente. Johnson debía debutar con los Estados Unidos en el amistoso contra El Salvador el 2 de septiembre de 2011 en el Estadio Cuscatlan, pero esto se vio frustrado debido a problemas con el papeleo necesario para su cambio de selección con la FIFA. Finalmente debutó en la derrota 0-1 en el amisto contra Francia  el 11 de noviembre de 2011, ingresando en el segundo tiempo por su compañero de equipo en el Hoffenheim, Daniel Williams. En el siguiente amistoso ese mes, Johnson comenzó el partido como titular y provocó un penal a favor de su selección que llevó a uno de los goles en la victoria 3-2 sobre Eslovenia.
Johnson fue llamado nuevamente a la selección mayor para jugar tres partidos amistosos e iniciar las eliminatorias a la Copa Mundial de Fútbol de 2014 en mayo de 2012, dejando una excelente impresión en la prensa estadounidense durante esos partidos.
Luego de participar en el proceso eliminatorio, Johnson fue seleccionado en mayo de 2014 en la lista provisional de 30 jugadores con miras a la Copa Mundial de Fútbol de 2014. Finalmente, fue incluido en la lista definitiva de 23 jugadores el 22 de mayo. Anotó su primer gol con la selección nacional en un partido amistoso de preparación para el torneo frente a Turquía el 1 de junio.
Johnson fue titular en los cuatro partidos de Estados Unidos en el Mundial, aunque terminó saliendo lesionado en el primer tiempo del partido de octavos de final ante Bélgica. Gracias en gran parte a su actuación estelar en la Copa del Mundo, Johnson fue uno de los seis nominados al premio al Futbolista del Año en Estados Unidos en noviembre de 2014.
Luego de solicitar su cambio en los últimos minutos de la Copa Concacaf 2015, Jürgen Klinsmann decidió enviar a Johnson de vuelta a su club para "reflexionar sobre su actitud" con la selección nacional. No obstante, Johnson regresó a la selección nacional para los partidos frente a San Vicente y las Granadinas y Trinidad y Tobago por las eliminatorias a la Copa Mundial de Fútbol de 2018, anotando un gol en la goleada 6-1 ante San Vicente.

### Participaciones en Copas del Mundo
| Mundial                        | Sede   | Resultado        |
| ------------------------------ | ------ | ---------------- |
| Copa Mundial de Fútbol de 2014 | Brasil | Octavos de final |

### Participaciones en la Copa América
| Copa                           | Sede           | Resultado    |
| ------------------------------ | -------------- | ------------ |
| Copa América Centenario (2016) | Estados Unidos | Cuarto lugar |

#### Goles con la selección de Estados Unidos
| #  | Fecha                   | Lugar                                      | Oponente                     | Gol   | Resultado | Competición                                       |
| -- | ----------------------- | ------------------------------------------ | ---------------------------- | ----- | --------- | ------------------------------------------------- |
| 1. | 1 de junio de 2014      | Red Bull Arena, Nueva York, Estados Unidos | Turquía                      | 1 – 0 | 2 – 1     | Amistoso                                          |
| 2. | 13 de noviembre de 2015 | Busch Stadium, San Luis, EE. UU.           | San Vicente y las Granadinas | 2 – 1 | 6 – 1     | Eliminatorias para la Copa Mundial de Fútbol 2018 |

## Estadísticas
Actualizado el 1 de febrero de 2020.
| 1860 Munich · Alemania | 2.ª           | 2005-06       | 4   | 0  | 0  | 0 | —  | — | 4   | 0  |
| 1860 Munich · Alemania | 2.ª           | 2006-07       | 25  | 0  | 1  | 0 | —  | — | 26  | 0  |
| 1860 Munich · Alemania | 2.ª           | 2007-08       | 28  | 2  | 3  | 1 | —  | — | 31  | 3  |
| 1860 Munich · Alemania | 2.ª           | 2008-09       | 33  | 2  | 3  | 0 | —  | — | 36  | 2  |
| 1860 Munich · Alemania | Total club    | Total club    | 90  | 4  | 7  | 1 | —  | — | 97  | 5  |
| VfL Wolfsburgo · Alemania | 1.ª           | 2009-10       | 10  | 1  | 0  | 0 | 1  | 0 | 11  | 1  |
| VfL Wolfsburgo · Alemania | 1.ª           | 2010-11       | 6   | 0  | 1  | 0 | —  | — | 7   | 0  |
| VfL Wolfsburgo · Alemania | Total club    | Total club    | 16  | 1  | 1  | 0 | 1  | 0 | 18  | 1  |
| TSG 1899 Hoffenheim · Alemania | 1.ª           | 2011-12       | 29  | 2  | 4  | 1 | —  | — | 33  | 3  |
| TSG 1899 Hoffenheim · Alemania | 1.ª           | 2012-13       | 33  | 3  | 0  | 0 | —  | — | 33  | 3  |
| TSG 1899 Hoffenheim · Alemania | 1.ª           | 2013-14       | 27  | 0  | 1  | 0 | —  | — | 28  | 0  |
| TSG 1899 Hoffenheim · Alemania | Total club    | Total club    | 89  | 5  | 5  | 1 | —  | — | 94  | 6  |
| Borussia Mönchengladbach · Alemania | 1.ª           | 2014-15       | 24  | 1  | 3  | 0 | 7  | 0 | 34  | 1  |
| Borussia Mönchengladbach · Alemania | 1.ª           | 2015-16       | 26  | 6  | 3  | 0 | 5  | 2 | 34  | 8  |
| Borussia Mönchengladbach · Alemania | 1.ª           | 2016-17       | 21  | 3  | 3  | 1 | 11 | 0 | 35  | 4  |
| Borussia Mönchengladbach · Alemania | 1.ª           | 2017-18       | 10  | 1  | 2  | 0 | —  | — | 12  | 1  |
| Borussia Mönchengladbach · Alemania | 1.ª           | 2018-19       | 18  | 1  | 0  | 0 | —  | — | 18  | 1  |
| Borussia Mönchengladbach · Alemania | 1.ª           | 2019-20       | 6   | 0  | 1  | 0 | 0  | 0 | 7   | 0  |
| Borussia Mönchengladbach · Alemania | Total club    | Total club    | 105 | 12 | 12 | 1 | 23 | 2 | 140 | 15 |
| Total carrera | Total carrera | Total carrera | 300 | 22 | 25 | 3 | 24 | 2 | 349 | 27 |
| (1)Incluye datos de la DFB-Pokal (2006/07, 2007/08, 2008/09, 2009/10, 2010/11, 2011/12, 2013/14, 2014/15, 2015/16), Play-off del Descenso de la 1. Bundesliga (2012/13) (2)Incluye datos de la UEFA Europa League (2009/10, 2014/15); UEFA Champions League (2015/16) |               |               |     |    |    |   |    |   |     |    |

## Palmarés

### Copas internacionales
| Título          | Club                                   | País   | Año  |
| --------------- | -------------------------------------- | ------ | ---- |
| Eurocopa Sub-21 | Selección de fútbol sub-21 de Alemania | Suecia | 2009 |